# Італійська Серія A 1958–1959
Сезон 1958-59 Серії A — футбольне змагання у найвищому дивізіоні чемпіонату Італії, 28-й турнір з моменту започаткування Серії A. Участь у змаганні брали 18 команд, 2 найгірші з яких за результатами сезону полишили елітний дивізіон.
Переможцем сезону став клуб «Мілан», для якого ця перемога у чемпіонаті стала 7-ю в історії.
| Чемпіон Італії 1958/59 |
| ---------------------- |
| «Мілан» 7-й титул      |

## Команди-учасниці
Участь у турнірі брали 18 команд:

## Підсумкова турнірна таблиця
|                      |     | Турнірна таблиця 1958—1959 | О  | І  | В  | Н  | П  | М+ | М- |
| -------------------- | --- | -------------------------- | -- | -- | -- | -- | -- | -- | -- |
| Чемпіон Італії       | 1.  | «Мілан»                    | 52 | 34 | 20 | 12 | 2  | 84 | 32 |
|                      | 2.  | «Фіорентина»               | 49 | 34 | 20 | 9  | 5  | 95 | 35 |
|                      | 3.  | «Інтернаціонале»           | 46 | 34 | 20 | 6  | 8  | 77 | 41 |
| Володар Кубка Італії | 4.  | «Ювентус»                  | 42 | 34 | 16 | 10 | 8  | 74 | 51 |
|                      | 5.  | «Сампдорія»                | 38 | 34 | 15 | 8  | 11 | 50 | 44 |
|                      | 6.  | «Рома»                     | 35 | 34 | 12 | 11 | 11 | 57 | 41 |
|                      | 7.  | «Ланероссі»                | 34 | 34 | 13 | 8  | 13 | 41 | 41 |
|                      | 8.  | «Падова»                   | 34 | 34 | 13 | 8  | 13 | 50 | 52 |
|                      | 9.  | «Наполі»                   | 34 | 34 | 9  | 16 | 9  | 39 | 50 |
|                      | 10. | «Болонья»                  | 31 | 34 | 10 | 11 | 13 | 47 | 53 |
|                      | 11. | «Барі»                     | 30 | 34 | 9  | 12 | 13 | 38 | 49 |
|                      | 12. | «Лаціо»                    | 30 | 34 | 10 | 10 | 14 | 37 | 54 |
|                      | 13. | «Дженоа»                   | 30 | 34 | 10 | 10 | 14 | 44 | 62 |
|                      | 14. | «Алессандрія»              | 28 | 34 | 8  | 12 | 14 | 33 | 57 |
|                      | 15. | «Удінезе»                  | 27 | 34 | 8  | 11 | 15 | 32 | 59 |
|                      | 16. | СПАЛ                       | 26 | 34 | 8  | 10 | 16 | 29 | 48 |
| Вибув до Серії B     | 17. | »Трієстина"                | 23 | 34 | 6  | 11 | 17 | 34 | 56 |
| Вибув до Серії B     | 18. | «Талмоне-Торіно»           | 23 | 34 | 6  | 11 | 17 | 36 | 72 |

## Чемпіони
Склад переможців турніру:
| Воротарі: Лоренцо Буффон (25 матчів), Нарцисо Сольдан (8), Бруно Дукаті (1). Захисники: Альфіо Фонтана (34, 1 гол), Чезаре Мальдіні (34), Нільс Лідхольм (30, 1), Франческо Дзагатті (33), Сандро Сальвадоре (3), Луїджі Радіче (2). Півзахисники: Хуан-Альберто Скьяффіно (27, 2), Ернесто Грільйо (27, 9), Вінченцо Оччетта (25, 2), Джанкарло Баккі (11, 5), Джанкарло Мільявакка (2), Ерос Беральдо (1). Нападники: Жозе Алтафіні (32, 28), Карло Галлі (30, 11), Джанкарло Данова (30, 16), Гастоне Бін (19, 4). Тренер: Луїджі Боніццоні. Технічний директор Джузеппе Віані. |

## Найкращі бомбардири
Найкращим бомбардиром сезону 1958-59 Серії A став гравець клубу «Інтернаціонале» Антоніо Анджелілло, який відзначився 33 забитими голами.
|    | Гравець            | Команда          | Громадянство      | Голів | (пенальті) |
| -- | ------------------ | ---------------- | ----------------- | ----- | ---------- |
| 1° | Антоніо Анджелілло | «Інтернаціонале» | Аргентина/ Італія | 33    | 4          |
| 2° | Хосе Альтафіні     | «Мілан»          | Бразилія/ Італія  | 28    | -          |
| 3° | Курт Хамрін        | «Фіорентина»     | Швеція            | 26    | -          |
| 4° | Мігель Монтуорі    | «Фіорентина»     | Аргентина/ Італія | 22    | -          |
| 5° | Едвін Фірмані      | «Інтернаціонале» | ПАР/ Італія       | 20    | -          |
| 6° | Джон Чарлз         | «Ювентус»        | Уельс             | 19    | 2          |
| 7° | Серджіо Брігенті   | «Падова»         | Італія            | 18    | -          |
| 8° | Езіо Паскутті      | «Болонья»        | Італія            | 17    | -          |
| 9° | Джанкарло Данова   | «Мілан»          | Італія            | 16    | -          |
|    | Арне Сельмоссон    | «Рома»           | Швеція            | 16    | -          |
|    |                    |                  |                   |       |            |